# Paul Anderson (Gewichtheber)

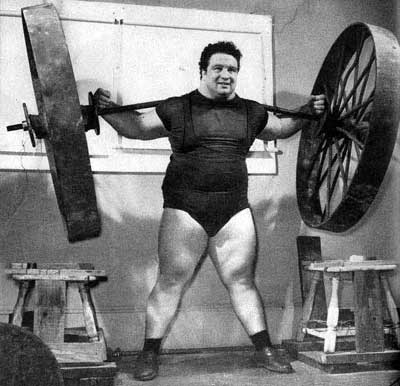
Paul Anderson

Paul Anderson (* 17. Oktober 1932 in Toccoa, Georgia; † 15. August 1994 in Vidalia, Georgia) war ein US-amerikanischer Gewichtheber.

## Werdegang
Paul Anderson, der als Kind an einer schweren Lebererkrankung litt, wog als Teenager bei einer Größe von 1,75 m schon rund 90 kg und zeigte wenig sportliches Talent. Er beschloss daher, Football zu spielen, um fitter zu werden. Durch gezieltes Hanteltraining wollte er dazu seine körperliche Leistungsfähigkeit steigern. Er studierte zwischenzeitlich an einer Universität und konzentrierte sich nunmehr voll auf das Gewichtheben. Sein Körpergewicht stieg im Laufe der Zeit auf über 150 kg. 1953 machte er erstmals durch einen dritten Platz bei den US-Junioren-Meisterschaften mit 437,5 kg im olympischen Dreikampf auf sich aufmerksam. Im Dezember 1953 war er bei 450 kg angelangt, als er sich im Januar 1954 eine Hand brach und im Herbst 1954 einen Autounfall erlitt, wodurch er das ganze Jahr 1954 über keine Wettkämpfe bestreiten konnte.
1955 aber wurde er erstmals US-Meister. Im Sommer 1955 weilte er mit der US-Nationalstaffel auf Länderkampf-Reise in der UdSSR, eine Reise, die vom US-Außenministerium organisiert wurde und zur besseren Verständigung mit der UdSSR dienen sollte. Im Herbst 1955 wurde er in München Weltmeister im Schwergewicht. 1956 erzielte er bei den US-Meisterschaften mit 533 kg seine beste je erzielte Dreikampfleistung. Danach versuchte er durch eine gezielte Diät, sein Körpergewicht zu senken, um im Reißen und Stoßen beweglicher zu werden. Er nahm von 168 kg bis auf 138 kg Körpergewicht ab. Mit den Pfunden schmolz aber auch seine Kraft dahin, von der er eigentlich lebte. So konnte er bei den Olympischen Spielen 1956 in Melbourne nur 167,5 kg drücken, fast 20 kg weniger als 1955 in München. Nur eine besondere Leistung im dritten Versuch des Stoßens mit 187,5 kg, nach zwei Fehlversuchen mit diesem Gewicht, rettete ihm den Olympiasieg gegenüber dem Argentinier Humberto Selvetti, der mit 500 kg die gleiche Leistung wie Anderson erzielte, aber rund 1,5 kg schwerer war.
Nach den Olympischen Spielen 1956 trat Anderson vom Wettkampfsport zurück und betätigte sich als Kraftathlet, Boxer und Catcher. Als genügend Geld zusammengekommen war, gründete er 1961 mit seiner Frau ein Jugendheim, in dem er gestrandete junge Menschen aufnahm und versuchte, sie auf einen christlichen Lebensweg zurückzuführen.
Nach einer Nierentransplantation 1983 starb Paul Anderson am 15. August 1994 mit 62 Jahren.

## Internationale Erfolge
- 1955 1. Platz, WM in München, S, mit 512,5 kg, vor James Bradford, USA, 475 kg und Eino Mäkinen, Finnland, 422,5 kg;
- 1956, Goldmedaille, OS in Melbourne, S, mit 500 kg, vor Humberto Selvetti, Argentinien, 500 kg und Alberto Pigaiani, Italien, 452,5 kg;
- 1956 Länderkampfreise in die UdSSR:
- in Moskau: Anderson, 518 kg, gegen Alexei Sidorowitsch Medwedew, 450 kg,
- in Leningrad: Anderson, 512,5, kg gegen Jewgeni Nowikow, 450 kg.

## USA-Meisterschaften
- 1955, 1. Platz, S, mit 520 kg,
- 1956, 1. Platz, S, mit 533 kg (181,5-152,5-199), vor John Davis, 475 kg.

## Weltrekorde
im beidarmigen Drücken:
- 182,5 kg, 1955 in Cleveland,
- 185 kg, 1955 in York,
- 185,5 kg, 1955 in München.

im beidarmigen Reißen:
152,5 kg, 1956 in New York.
im beidarmigen Stoßen:
- 193 kg, 1955 in Cleveland,
- 196,5 kg, 1955 in Cleveland,
- 197 kg, 1955 in Cleveland,
- 199 kg, 1956 in New York.

im olympischen Dreikampf:
- 497,5 kg, 1955, Hyde Point,
- 517,5 kg, 1955 York,
- 533 kg, 1956 New York.